# Analisi dei casi a pista fredda
L'analisi dei casi a pista fredda (in inglese cold case) è un metodo di scienza forense per effettuare indagini riguardo a una scena del crimine o un caso penale che non è stato risolto integralmente e che non è al momento oggetto di alcuna procedura giudiziaria o investigativa, ma per il quale nuove informazioni potrebbero emergere da elementi quali, ad esempio, un testimone oculare, la riapertura degli archivi, la rielaborazione di prove, anche alla luce dei progressi tecno-scientifici intervenuti nel tempo, o nuove condotte messe in atto dal sospettato. I metodi sviluppati dopo l'analisi di caso possono essere utilizzati sulle prove per effettuare una nuova analisi, spesso con risultati definitivi.
I casi in oggetto sono rianalizzati mediante diversi fattori: nuove prove forensi, nuovi indizi e un riesame degli elementi già in possesso. A questi si aggiungono altri fattori, tra i quali nuovi testimoni che al tempo della prima indagine non si erano fatti avanti, nuovi sospetti prima non considerati, la scoperta di falsi alibi o la ritrattazione delle deposizioni.

## Descrizione

### Tipo di reato
Generalmente, casi a pista fredda riguardano crimini violenti quali, ad esempio, omicidio o stupro che non sono soggetti ad alcuna prescrizione. Spesso, possono essere considerati tali anche i casi di persona scomparsa se è trascorso molto tempo, come nel caso di Ylenia Carrisi o di Natalee Holloway.
Una pista diventa "fredda" quando si decide di riaprire un caso, apparentemente risolto, in conseguenza della scoperta di nuove prove che potrebbero condannare il principale sospettato o scagionare l'imputato. Ciò succede in moltissimi casi ed è il risultato di un sistema penale difettoso. Altre piste diventano "fredde" quando il reato, solitamente dopo il ritrovamento del corpo, emerge dopo il compimento del fatto. Altre piste sono considerate "fredde" quando si sostituisce il movente di omicidio a un caso precedentemente interpretato come suicidio o incidente.
Nella vicenda di John Christie, quando Timothy Evans subì ingiustamente la pena di morte per l'accusa di aver ucciso sua moglie e il figlio, molti altri corpi furono rinvenuti tempo dopo nella casa dove viveva Christie che subì a sua volta la pena di morte. La vicenda ispirò gli attivisti per i diritti umani in una campagna contro la pena di morte in Inghilterra. In Italia casi riaperti a pista fredda sono stati quelli di Elisa Claps e il delitto dell'Olgiata.

### Identificazione di un sospetto
Un caso è considerato aperto fino a che il sospettato non sia stato identificato, accusato e processato. Un caso che è condotto al processo ma che non risulta convincente può essere registrato nel libro dei casi che abbisognano di nuove prove. Spesso capitano casi irrisolti anche se la scienza forense più aiutare a determinarne la soluzione o, quantomeno, a tracciare un profilo del sospettato come, ad esempio, nel caso di Dennis Rader.

### Pista cieca
Qualche volta un sospettato è stato sovrastimato o semplicemente ignorato a causa di prove circostanziali, della presenza di un altro sospettato (magari poi considerato estraneo alla vicenda), o della tendenza dell'investigatore di escludere altre possibilità; in tutti questi casi si è in presenza di una pista cieca ovvero di una prospettiva limitata sul corso delle indagini.

## Criminalistica

### Casi giudiziari celebri
- Nel 2005 Edmond Jay Marr fu giudicato colpevole in secondo grado per aver ucciso nel maggio 1983 Elaine Graham, 29 anni, una studentessa alla California State University at Northridge. Divenne un sospettato quando fu possibile confermare che si trovava nelle immediate vicinanze al momento della scomparsa della ragazza e che era stato visto a casa della sorella solo ad alcuni isolati dove l'automobile era stata ritrovata. Il suo scheletro fu ritrovato in un bosco vicino dove era stata vista l'ultima volta viva e dove l'automobile fu ritrovata circa sei mesi dopo. Un coltello con il DNA della vittima fu ritrovato tempo dopo fra gli oggetti del sospettato, quando nel 1983 non c'era ancora questo tipo di esame.[2]
- Nel 2002 Edward Freiburger fu giudicato colpevole in primo grado per aver ucciso nel febbraio 1961 l'anziano John Orner, 60 anni, un tassista di Columbia, in Sud Carolina. Orner era stato rapinato e ucciso con una pistola .32 H&R. Freiburger, militare di stanza al Fort Jackson, divenne subito il primo sospettato quando fu scoperto che aveva acquistato la pistola solo un'ora prima della chiamata al radiotaxi. Fu arrestato dalla polizia e mesi dopo fu ritrovata l'arma del delitto. I test balistici, comunque, furono insufficienti e Freiburger fu rilasciato. Nel 2002 un investigatore privato impiegato presso il South Carolina Law Enforcement Division (o SLED) effettuò un'analisi dei proiettili che permise di riaprire il caso.[3]
- Nel 2003 John Henry Horton, 56 anni, fu arrestato per aver ucciso nel luglio 1974 la minorenne Lizbeth Wilson al Prairie Village, Kansas. La ragazza era stata vista l'ultima volta correre nel campo della Shawnee Mission East High School dal fratello John che stava guidando da quelle parti alle 19:00. I suoi resti furono trovati in un campo circa sei mesi dopo. Horton divenne un sospettato quando fu evidente che la ragazza era ancora viva a scuola. Lui era stato l'unico impiegato di turno quella sera a scuola. Ciò fu comprovato da alcune ragazze che affermarono di averlo visto tentare un approccio con loro. In aggiunta, la polizia scoprì che Horton aveva chiesto e ottenuto una pausa dal lavoro dalle 20:30 alle 24:00. Fu perquisita anche la sua automobile dove fu trovato un sacchetto di plastica e una bottiglia di cloroformio. Le prove, tuttavia, non furono sufficienti per incastrarlo e Horton tornò libero. Nel 2002 gli inquirenti intervistarono una ragazza che confessò di essere stata drogata col cloroformio da Horton e in seguito molestata mentre era incosciente. La corte suprema del Kansas nel 2005, comunque, ribaltò la sentenza del 2003, per un cavillo burocratico, ciò non fece desistere gli inquirenti che riaprirono il caso e lo fecero nuovamente processare.[4]
- Nel dicembre 1976 il corpo della minorenne Carol Hutto, 16 anni, fu ritrovato in fondo a un lago a Largo Florida. Era stata vista l'ultima volta viva la notte prima mentre stava telefonando. I sospetti calarono sul fratello Jerry, 17 anni, che era stato con lei tutta la notte e che era tornato a casa invece di rimanere al lago. In aggiunta aveva dei precedenti penali di eretismo e condotta irregolare. Ciò permise al vero responsabile, il fidanzato di Carol, Jimmy Kuenn, di fuggire per oltre 18 anni.[5] Questo è un tipico caso di "Tunnel vision".

### Casi criminali celebri

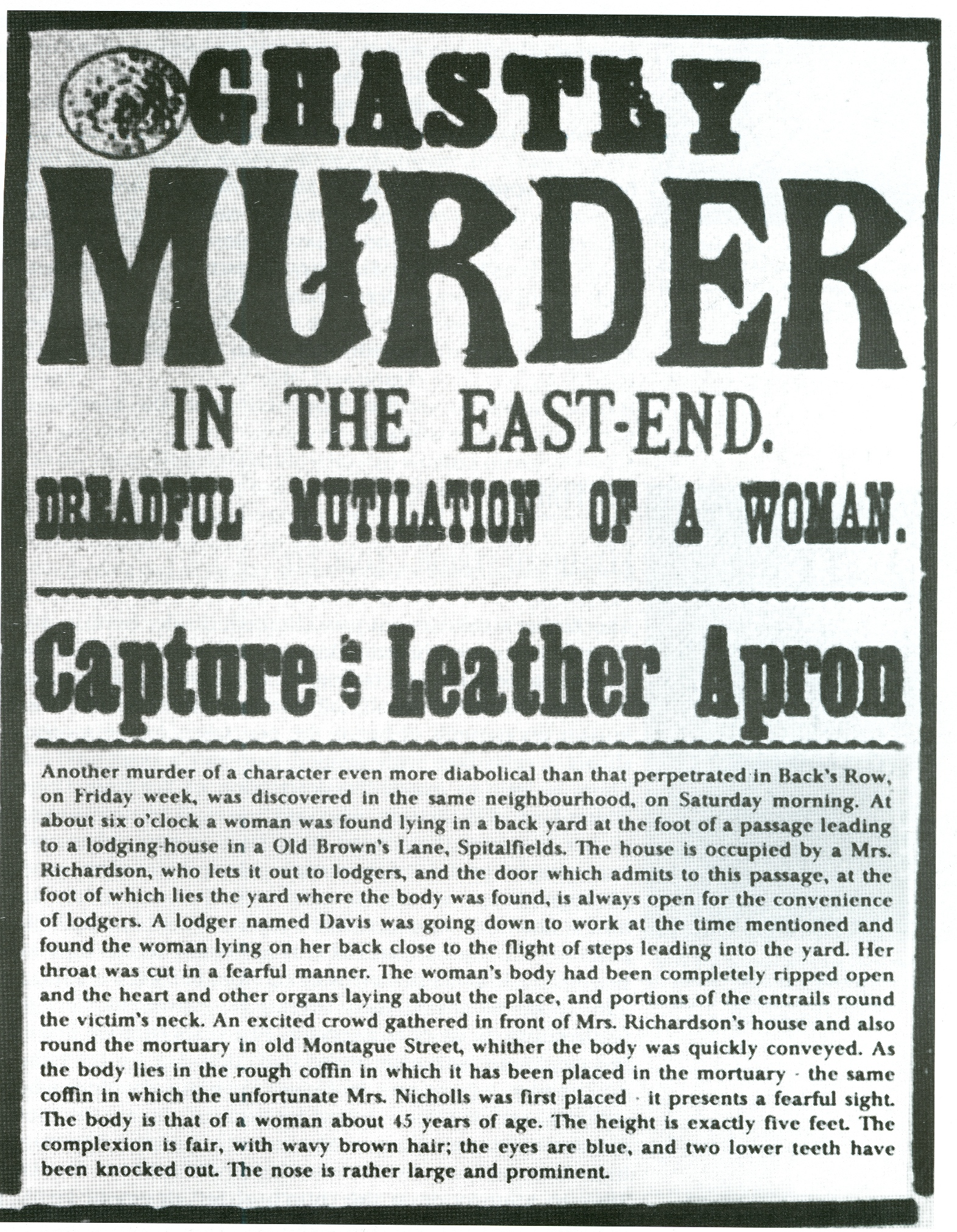
Una notizia in prima pagina della caccia a Jack lo Squartatore nel 1888.

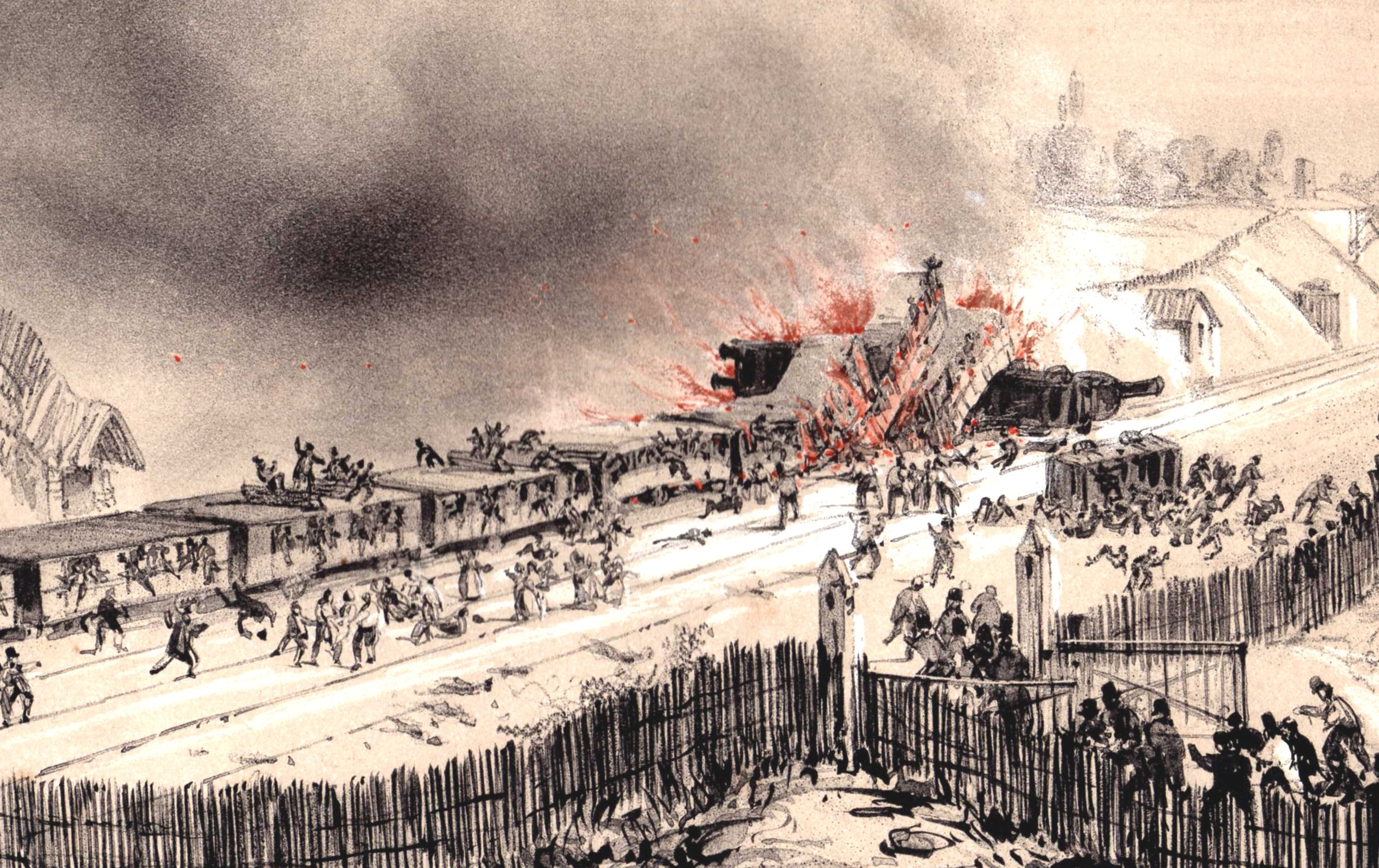
Disastro ferroviario di Versailles

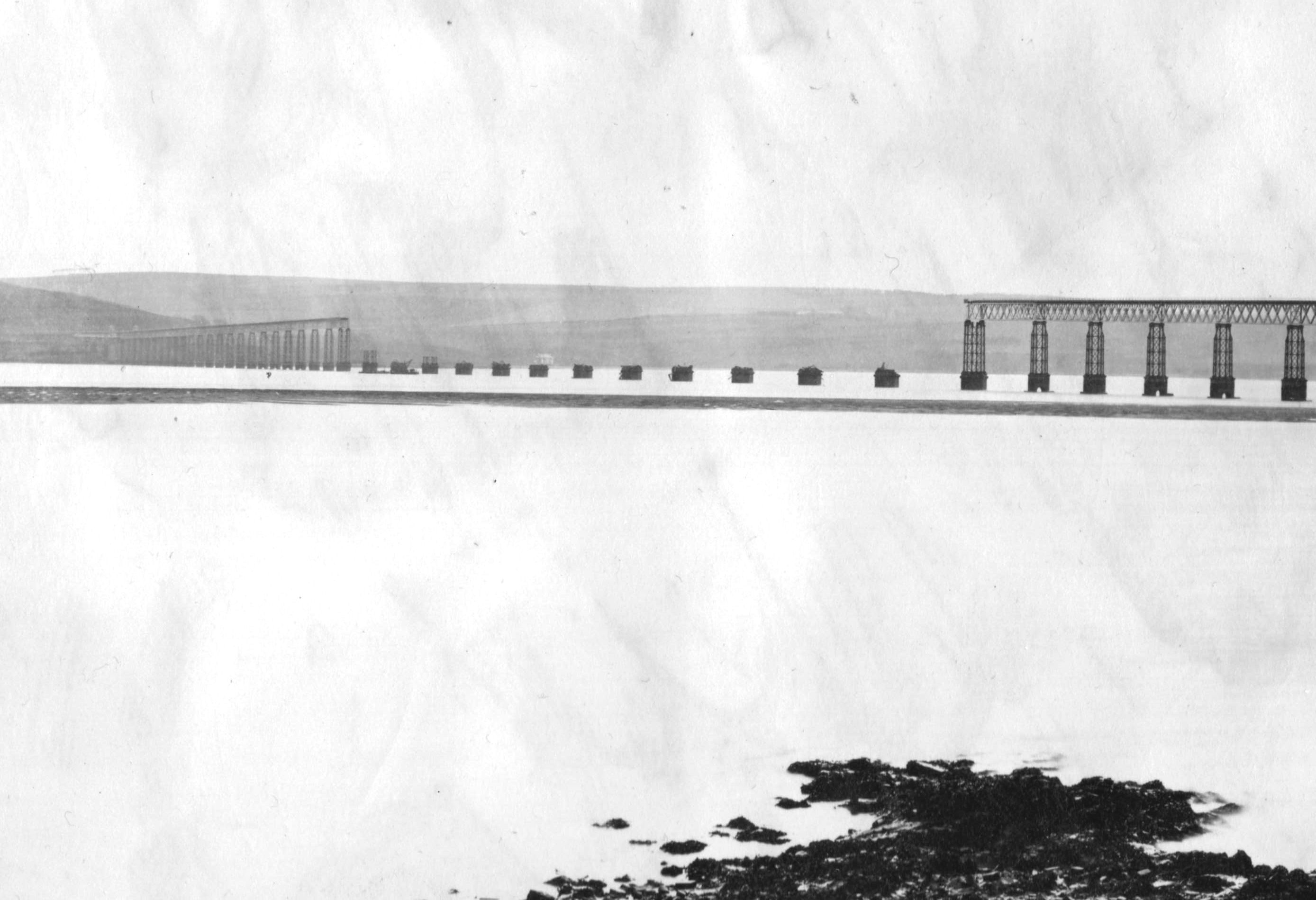
Il ponte Tay crollato

- L'identità di Jack lo squartatore è un celebre caso di "pista fredda", con un gran numero di suggestioni verso l'identità dei serial killer.
- Il Killer dello Zodiaco, analogamente, è stato analizzato ampiamente per quaranta anni in seguito a numerosi altri dibattiti e conferenze sul tema.
- Gli aggressori della strage di Wall Street nel 1920 non furono mai identificati, sebbene i Galleanisti, un gruppo di anarchici italiani, abbiano rivendicato l'attentato.
- L'incendio del Palazzo del Reichstag nel 1933 rimane di origini ignote e sebbene l'accusa e la condanna del principale sospettato Marinus van der Lubbe, non sono pochi coloro che ritengono che l'incendio sia stato organizzato dagli stessi membri di partito per ottenere il favore dell'opinione pubblica.
- Un caso ben conosciuto nell'ambiente forense è quello che ha visto coinvolto il giudice Joseph Crater che dopo un passaggio in taxi divenne l'uomo più ricercato della Grande Mela[6]. Nell'aprile 2005, la polizia rivelò di aver trovato una prova a pista fredda: si trattava di una nota scritta di una certa Stella Ferrucci-Good che avrebbe rivelato il luogo dove sarebbe stato sepolto il corpo.

### Disastri celebri
Molti disastri e incidenti rimangono ignoti, specialmente quelli che coinvolgono prove eventualmente distrutte dal disastro stesso. Si consideri, ad esempio, il caso dell'incendio di King's Cross nel 1987 e del cosiddetto "disastro di Bradford" nel 1985 in Inghilterra. Le origini di molti incidenti ferroviari sono spesso ignoti sebbene possono essere chiariti da indagini postume, come l'incidente di Versailles nel 1842 e il disastro di Tay Bridge nel 1879. Nel primo caso vi furono 55 morti in seguito allo scontro frontale tra due locomotori. La struttura del treno andò interamente in fiamme a causa dello scoppio del motore del treno e i passeggeri non riuscirono a mettersi in salvo sia per la calca sia per il guasto delle porte. Il primo ponte ferroviario crollò durante una tempesta la sera del 28 dicembre 1879 e il treno che transitava al momento del crollo cadde in mare. Si scoprì in seguito che il cattivo assemblaggio dei materiali del ponte aveva contribuito al suo dissesto. 
Analogamente era successo sugli assi delle ruote della locomotiva di Versailles e gli altri componenti meccanici. La stessa teoria fu applicata per spiegare l'inondazione di melassa di Boston nel 1919 quando un grosso carico di taniche si inabissò, riversando una quantità enorme di benzina nel porto di Boston uccidendo 21 persone, compresi i pompieri intervenuti a estinguere l'incendio.

### Casi risolti a pista fredda in Italia
| Nome                       | Luogo   | Data del fatto | Data di riapertura del caso |
| -------------------------- | ------- | -------------- | --------------------------- |
| Delitto dell'Olgiata       | Roma    | 1991           | 2011                        |
| Omicidio di Elisa Claps    | Potenza | 1993           | 2010                        |
| Omicidio di Valeriano Poli | Bologna | 1999           | 2018                        |

### Casi risolti a pista fredda negli Stati Uniti
| Nome                             | Luogo        | Data del fatto | Data di riapertura del caso |
| -------------------------------- | ------------ | -------------- | --------------------------- |
| Nicholas Markowitz               | California   | 2000           | 2011                        |
| Chandra Levy                     | Washington   | 2001           | 2009                        |
| Elizabeth Smart                  | Utah         | 2002           | 2009                        |
| Jaycee Lee Dugard                | California   | 1991           | 2009                        |
| Adam Walsh                       | Florida      | 1981           | 2008                        |
| Jessica Keen                     | Ohio         | 1991           | 2008                        |
| Il maniaco delle piste ciclabili | New York     | 1981           | 2007                        |
| Attacchi all'antrace del 2001    | Washington   | 2001           | 2007                        |
| Shawn Hornbeck                   | Missouri     | 2002           | 2007                        |
| Aimee Willard                    | Pennsylvania | 1996           | 2006                        |
| Attentato al Parco Olimpico      | Georgia      | 1996           | 2005                        |
| Jeanine Nicarico                 | Illinois     | 1983           | 2005                        |
| Samantha Runnion                 | California   | 2002           | 2005                        |
| Liz Carmichael                   | Texax        | 1989           | 2004                        |
| Mia Zapata                       | Washington   | 1993           | 2003                        |
| Beverly McGowan                  | Florida      | 1990           | 2002                        |
| Gerald Mason                     | California   | 1957           | 2002                        |
| Holly Maddux                     | Texas        | 1977           | 2002                        |
| Lil Miss                         | Montana      | 1988           | 2002                        |
| Assassino di Green River         | Washington   | 1982           | 2001                        |
| Steven Stayner                   | California   | 1989           | 1999                        |
| Barbara Ann Hackman Taylor       | Kentucky     | 1968           | 1998                        |
| Martha Moxley                    | Connecticut  | 1975           | 1998                        |
| Lita McClinton                   | Georgia      | 1987           | 1997                        |
| Gregory Webb                     | Nebraska     | 1986           | 1996                        |
| Polly Klaas                      | California   | 1993           | 1996                        |
| Unabomber                        | Illinois     | 1978           | 1996                        |
| Kevin Poulsen                    | California   | 1980           | 1994                        |
| Oba Chandler                     | Florida      | 1989           | 1992                        |

## Prospettive sull'analisi dei casi a pista fredda
Con l'avvento e il miglioramento dell'esame del DNA e di altre tecnologie forensi, molti casi irrisolti sono stati riaperti e sottoposti a procedimento penale. Molti dipartimenti di polizia stanno aprendo delle "unità casi irrisolti" il cui compito è quello di riesaminare gli elementi dei casi irrisolti. La prova del DNA aiuta in questi casi, ma, come nel caso delle impronte digitali, non è di alcun valore a meno che non vi siano elementi per confrontarlo.